# Renée Nizan
Pour les articles homonymes, voir Nizan.
Renée Nizan (4 janvier 1913 - 14 novembre 1945) est une organiste virtuose, née et décédée à Boulogne-Billancourt (Hauts-de-Seine). Concertiste, elle se fit entendre à la Salle Gaveau dès 1927 et au Trocadéro à partir de 1928, avant d'entreprendre une carrière internationale qui la conduira en Amérique et en Australie.

## Biographie
Initiée à l'orgue par son père, organiste et maître de chapelle à Notre-Dame de Boulogne, elle fut élève d'Henri Dallier, puis de Louis Vierne dont elle fit entendre en concert, parmi les premières, la 6e Symphonie.
À l'âge de 14 ans elle donne son premier concert Salle Gaveau. Elle joue ensuite dans les grandes salles parisiennes et les églises de la capitale : concert des Champs-Élysées (avec Pasdeloup), Trocadéro, la Madeleine. Puis ce furent les premières grandes tournées en province et à l'étranger, entre autres à Liège en 1930. Elle joua à plusieurs reprises en Bretagne : Saint-Clément de Nantes, Saint-Louis de Brest, cathédrale de Vannes.
Le 16 octobre 1931 elle s'embarque pour une tournée au Canada et aux États-Unis après avoir donné un ultime concert le 14 dans la cathédrale de Quimper.
Le 11 décembre 1931 elle inaugure les nouvelles orgues, de style anglo-américain de la Cocathédrale Saint-Antoine-de-Padoue de Longueuil au Québec, mais seul le grand orgue a été utilisé lors de cette inauguration.
Le 26 décembre 1938 elle achève son troisième tour du monde qui l'a conduite à Montréal, Pittsburgh, Boston, Chicago, Détroit, New York, en Angleterre, Nouvelle-Zélande, Australie, Inde et Syrie. Cette tournée fut triomphale.

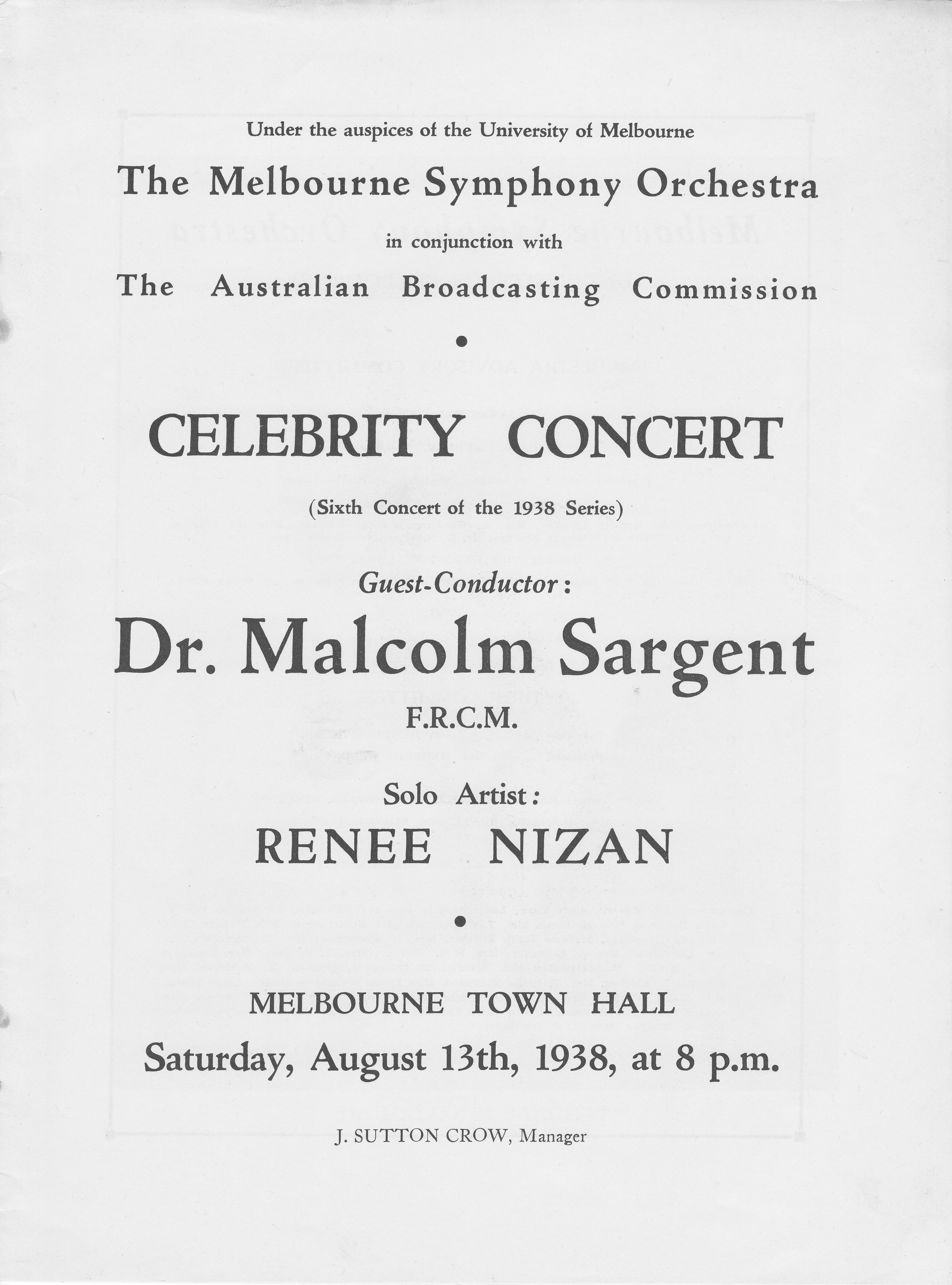
Affiche d'un concert donné par Renée Nizan en 1938 avec l'orchestre symphonique de Melbourne (dirigé par Sir Malcolm Sargent) au Town Hall de Melbourne
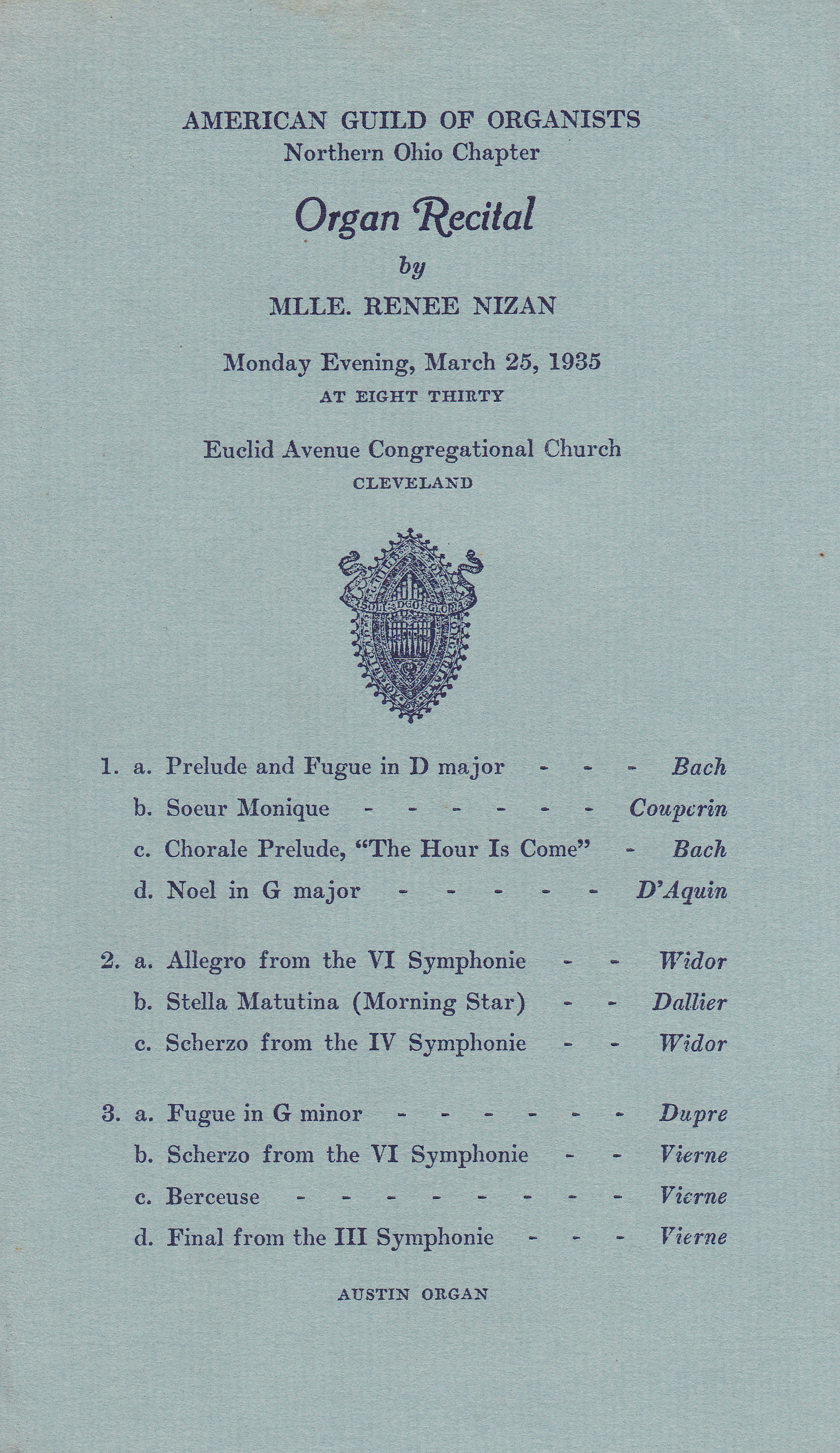
Programme d'un concert donné par Renée Nizan en 1935 à Cleveland dans l'Ohio